# ديفيد تاونسند (مخرج فني)
ديفيد تاونسند (بالإنجليزية: David Townsend)‏ هو مخرج فني أمريكي، ولد في 2 نوفمبر 1891 في هوسكينس في الولايات المتحدة، وتوفي في 5 أغسطس 1935 في ولاية سونورا في المكسيك.

## وصلات خارجية
- ديفيد تاونسند على موقع IMDb (الإنجليزية)
- ديفيد تاونسند على موقع قاعدة بيانات الفيلم (الإنجليزية)